# 南安 (選區)
南安（英語：Nam On，代號Q26）是香港西貢區議會下轄的選區，2007年採用現名，2023年取消，末任區議員為西貢區議會主席周賢明。

## 軼事
周賢明為泛民主派在西貢區（打破親中派前西貢離島區議員温悦球的29年最長任期紀錄）就任時間最長的區議員，周賢明的參選經歷亦代表將軍澳新市鎮（尤其是坑口站附近）的發展過程。

## 範圍
選區位於坑口，包括南豐廣場、安寧花園及東港城，當中以南豐廣場和安寧花園人口較多，名稱亦從中取出，與其相連的選區有厚德、富藍、德明、軍寶、運亨與及景林，投票站設於保良局馮晴紀念小學。

## 沿革
現時南安選區以至坑口港鐵站一帶於1990年代由填海地發展而成，1991年區議會選舉以上範圍跟有一段距離的景林邨、浩明苑、英明苑、欣明苑劃為魷魚灣選區，基於當年選舉於3月舉行，鑑於周邊居民只是入伙不久，未必趕及登記為本區選民，最後由周賢明以八百多票多於葉樹林的五百餘票勝出。
1993年港督彭定康推行政改方案改革區議會，取消所有委任議席及雙議席選區，全面實行單議席單票制，並改由選區分界及選舉事務委員會制定，區議會選區數目亦隨人口變動而大幅增加，原有魷魚灣選區重劃成欣英、景林、頌安及德富四個選區，當中前兩個選區靠近現時寶林站一帶，後兩個選區則靠近現時坑口站一帶。值得一提，正待清拆而距離本區很遠的調景嶺寮屋區因為寮屋區居民以頌明苑及厚德邨為主，故亦劃入頌安選區。
1994年區議會選舉，周賢明選擇由頌明苑及安寧花園組成的頌安選區爭取連任，結果以七成得票勝過另外兩位候選人連任。其後頌安及德富選區內的多個屋苑（計有明德邨、東港城、新寶城、海悅豪園）入伙，人口大幅上升，遠超一個區議員服務一萬七千人的標準。
1999年區議會選舉，頌安和德富選區重組為厚德、富裕、東明和安康四個選區，頌安選區主要改組為安康選區，由安寧花園加入新近入伙的新寶城、海悅豪園、南豐廣場及位於環保大道另一邊接近尚德邨的富康花園，而頌明苑則劃到以厚德邨為主的厚德選區，周賢明今次在安康選區自動當選。
2003年區議會選舉，因應區內人口增多，安康選區分別劃出海悅豪園和富康花園到東明選區及富軍選區後，加入環保大道沿線的私人屋苑清水灣半島，並改名為環保選區。周賢明遇上兩個建制派對手與其爭奪，最後以近七成得票勝出。基於泛民主派在該屆選舉議席增多，周氏在2004至2007年則獲選為區議會副主席。
現有南安選區名稱首次出現於2007年區議會選舉，由環保選區範圍劃出安寧花園、南豐廣場及新寶城而成，周賢明轉到本區參選，結果以超過七成半得票再次連任。
2011年區議會選舉，選區維持不變，其中周賢明以近八成得票多於自由黨對手當選。
2015年區議會選舉，南安選區劃出新寶城到軍寶選區，基於工聯會於海悅豪園設有辦事處，今次建制派由工聯會余啟津跟周賢明比併，結果由周以三千多票大比數當選。
2019年區議會選舉，選區編號由Q14改為Q26，工聯會改派陳宇婷挑戰爭取連任的周賢明，結果周以五千多票大比數當選。2020年1月2日，周賢明於無競爭對手下自動當選為西貢區議會副主席，相隔12年後再次出任副主席職位。2021年5月，原區議會主席鍾錦麟因民主派初選案還押之下辭任區議員，周賢明獲推舉為主席。

## 歷屆議員
| 屆別           | 議員   | 政治聯繫 | 政治聯繫 | 選區名稱 |
| -------------- | ------ | -------- | -------- | -------- |
| 1991年－1994年 | 周賢明 |          | 無黨籍   | 魷魚灣   |
| 1994年－1999年 | 周賢明 | 頌安     | 無黨籍   |          |
| 2000年－2003年 | 周賢明 | 安康     | 無黨籍   |          |
| 2004年－2007年 | 周賢明 | 環保     | 無黨籍   |          |
| 2008年－2011年 | 周賢明 | 南安     | 無黨籍   |          |
| 2012年－2015年 | 周賢明 | 南安     | 無黨籍   |          |
| 2016年－2019年 | 周賢明 | 南安     | 無黨籍   |          |
| 2020年－2023年 | 周賢明 | 南安     | 無黨籍   |          |

## 歷屆選舉結果
| 政党   | 政党   | 候选人    | 票数  | %     | ±      |
| ------ | ------ | --------- | ----- | ----- | ------ |
|        | 獨立   | ①. 周賢明 | 5,524 | 67.92 | ▼9.41  |
|        | 工聯會 | ②. 陳宇婷 | 2,609 | 32.07 | ▲9.30  |
| 多数票 | 多数票 | 多数票    | 2,915 | 35.85 | -18.71 |

| 政党   | 政党   | 候选人    | 票数  | %     | ±      |
| ------ | ------ | --------- | ----- | ----- | ------ |
|        | 獨立   | ①. 周賢明 | 3,359 | 77.33 | ▼2     |
|        | 工聯會 | ②. 余啟津 | 985   | 22.77 | 不適用 |
| 多数票 | 多数票 | 多数票    | 2,374 | 54.56 | -4.11  |

| 政党   | 政党   | 候选人    | 票数  | %     | ±      |
| ------ | ------ | --------- | ----- | ----- | ------ |
|        | 獨立   | ①. 周賢明 | 3,117 | 79.33 | ▲0.97  |
|        | 自由黨 | ②. 陳樹權 | 812   | 20.67 | 不適用 |
| 多数票 | 多数票 | 多数票    | 2,305 | 58.67 | +1.95  |

| 政党   | 政党   | 候选人    | 票数  | %     | ±      |
| ------ | ------ | --------- | ----- | ----- | ------ |
|        | 自由黨 | ①. 蔡鵬輝 | 811   | 21.64 | 新選區 |
|        | 獨立   | ②. 周賢明 | 2,937 | 78.36 | 新選區 |
| 多数票 | 多数票 | 多数票    | 2,126‬ | 56.72 | 新選區 |

| 政党   | 政党   | 候选人    | 票数  | %     | ±      |
| ------ | ------ | --------- | ----- | ----- | ------ |
|        | 新論壇 | ①. 趙紹根 | 833   | 19.08 | 新選區 |
|        | 獨立   | ②. 周賢明 | 3,215 | 73.65 | 新選區 |
|        | 民建聯 | ③. 吳奮金 | 317   | 7.26  | 新選區 |
| 多数票 | 多数票 | 多数票    | 2,382‬ | 54.57 | 新選區 |

| 政党   | 政党   | 候选人 | 票数     | %        | ±      |
| ------ | ------ | ------ | -------- | -------- | ------ |
|        | 獨立   | 周賢明 | 自動當選 | 自動當選 | 新選區 |
| 多数票 | 多数票 | 多数票 | 新選區   | 新選區   | 新選區 |

| 政党   | 政党   | 候选人 | 票数  | %     | ±      |
| ------ | ------ | ------ | ----- | ----- | ------ |
|        | 獨立   | 周賢明 | 3,143 | 67.06 | 新選區 |
|        | 獨立   | 黃鳴   | 1,171 | 24.98 | 新選區 |
|        | 港進聯 | 廖國輝 | 373   | 7.96  | 新選區 |
| 多数票 | 多数票 | 多数票 | 1,972‬ | 42.07 | 新選區 |

| 政党   | 政党   | 候选人 | 票数 | %     | ±      |
| ------ | ------ | ------ | ---- | ----- | ------ |
|        | 獨立   | 周賢明 | 886  | 63.33 | 新選區 |
|        | 獨立   | 葉樹林 | 513  | 36.67 | 新選區 |
| 多数票 | 多数票 | 多数票 | 373  | 26.66 | 新選區 |